# John Tavendale
John Tavendale war ein britischer Hersteller von Fahrrädern und Automobilen.

## Unternehmensgeschichte
John Tavendale war ein Mühlenbauer. Er stellte in Laurencekirk im Unternehmen, das seinen Namen trug, Fahrräder her. 1899 begann die Produktion von Automobilen. Der Markenname lautete zunächst Mearns Motor, später St. Laurence. 1902 endete die Automobilproduktion. Insgesamt entstanden etwa sieben Fahrzeuge.

## Fahrzeuge
Das erste Fahrzeug nannte er Mearns Motor. Ein Einbaumotor von Endurance Motor trieb das Fahrzeug an. Die Karosserie war im Stile eines Dogcart und auffallend hoch.
Es folgten etwa sechs kleinere Fahrzeuge als St. Laurence. Ein Einzylindermotor von Accles-Turrell Autocars mit 6 PS Leistung trieb die Fahrzeuge an.